# Disney Theatrical Group
Disney Theatrical Group je divize The Walt Disney Studios zaměřující se na divadelní a muzikálovou produkci. Byla založena roku 1993 jako Walt Disney Theatrical Group.